# Josep Maria Fericgla
Josep Maria Fericgla (Barcelona, 1955) és un antropòleg català. És llicenciat en Història i doctor en Antropologia Social i Cultural per la Universitat de Barcelona, i ha estat professor d'etnomusicologia, mitologia i pensament religiós en diferents universitats internacionals.

## Trajectòria
Fericgla ha dedicat la seva recerca científica a l'estudi de l'ús d'enteògens en diferents cultures del món i s'ha interessat per les experiències d'estat de trànsit i d'èxtasi com a recerca universal en l'ésser humà. D'aquesta etapa com a investigador va néixer el seu interès per la utilització de l'ayahuasca en el xamanisme des de temps immemorials. Ha estat pioner a Europa en el seu ús per al tractament de l'addicció a les drogues.
Fericgla és un autor productiu amb una trentena de llibres i més de cent articles en revistes de divulgació i diaris. Col·labora en diferents mitjans de comunicació on tracta temàtiques relacionades amb la psicologia, l'antropologia cognitiva i l'etnopsiquitria. Ha participat durant anys al programa L'ofici de viure de Catalunya Ràdio.
És una autoritat internacionalment reconeguda sobre temes relacionats amb els anomenats «estats expandits de consciència», substàncies psicoactives i xamanismes amazònics.

## Obra destacada
- El jívaros, caçadors de somnis (La Campana, 1994)[6][7]
- El bolet i la gènesi de les cultures (Editorial Alta Fulla, 1998)
- Envejecer: una antropologia de la ancianidad (Herder Editorial, 2002)
- Epopteia: avanzar sin olvidar (La Liebre de Marzo, 2004)
- Los chamanes a revisión (Editorial Kairós, 2012)[8]
- Ayahuasca, la realidad detrás de la realidad : sus usos en psicoterapia y en el cultivo del mundo interior (Editorial Kairós, 2018)